# Бер-Крік (округ Сок, Вісконсин)
Бер-Крік (англ. Bear Creek) — місто (англ. town) в США, в окрузі Сок штату Вісконсин. Населення — 641 особа (2020).

## Демографія
Згідно з переписом 2010 року, у місті мешкало 595 осіб у 234 домогосподарствах у складі 180 родин. Було 284 помешкання
Расовий склад населення:
| - 98,5 % — білих - 0,5 % — чорних або афроамериканців - 0,2 % — азіатів |

До двох чи більше рас належало 0,5 %. Частка іспаномовних становила 1,5 % від усіх жителів.
За віковим діапазоном населення розподілялося таким чином: 21,7 % — особи молодші 18 років, 67,0 % — особи у віці 18—64 років, 11,3 % — особи у віці 65 років та старші. Медіана віку мешканця становила 45,2 року. На 100 осіб жіночої статі у місті припадало 110,2 чоловіків;  на 100 жінок у віці від 18 років та старших — 114,7 чоловіків також старших 18 років.
Середній дохід на одне домашнє господарство  становив 81 568 доларів США (медіана — 64 375), а середній дохід на одну сім'ю — 93 142 долари (медіана — 76 786). Медіана доходів становила 42 500 доларів для чоловіків та 37 083 долари для жінок. За межею бідності перебувало 6,1 % осіб, у тому числі 9,6 % дітей у віці до 18 років та 10,0 % осіб у віці 65 років та старших.
Цивільне працевлаштоване населення становило 307 осіб. Основні галузі зайнятості: освіта, охорона здоров'я та соціальна допомога — 17,6 %, роздрібна торгівля — 17,3 %, сільське господарство, лісництво, риболовля — 15,6 %, виробництво — 14,0 %.